# Hipermasculinitat

Cos masculí canònic dotat d'extrema força física.

La hipermasculinitat és un terme psicològic que defineix l'exageració del comportament estereotipat masculí, com un èmfasi en la força física, l'agressivitat i la sexualitat. Aquest terme s'ha utilitzat pejorativament per alguns estudiosos.

## Estudis
Un dels primers estudis de hipermasculinitat va ser realitzat l'any 1948 per Donald L. Mosher i Mark Sirkin. Mosher i Sirkin van definir funcionalment la hipermasculinitat o la "personalitat masclista" com un conjunt de tres variables: les actituds sexuals insensibles cap a les dones, la creença que la violència és cosa d'homes i l'experiència d'un perill com quelcom emocionant, i van desenvolupar l'Inventari de Hipermasculinitat (HMI) dissenyat per mesurar els tres components. La investigació ha descobert que la hipermasculinitat s'associa amb la violència contra les dones. Els presos tenen puntuacions més altes de hipermasculinitat que els grups de control.

## La hipermasculinitat i el desenvolupament fetal
La longitud dels dits (especialment les longituds dels dits anulars i de l'índex), s'han correlacionat amb nivells alts i baixos d'andrògens fetals. Aquests ràtios dígits (2D: 4D) han estat freqüents en la investigació més recent sobre aquest tema. 2D: 4D relacions s'han correlacionat amb diferents quantitats de testosterona prenatal, i es creu generalment que el tenir un índex més curt (o segon dígit) o dit anular (o quart dígit), es correspon amb tenir majors nivells d'andrògens prenatals. Proporcions relativament masculines s'han associat amb l'heterosexualitat masculina, la criminalitat, el TDAH, i el trastorn de l'espectre autista.
Tot i que aquests resultats han estat més significatius en els homes, molts estudis consideren que una investigació més intensa sobre els efectes d'aquests nivells hormonals en les dones serà útil per comprendre plenament aquest fenomen. S'han trobat diferents nivells d'andrògens prenatals per modular el raonament moral. De mitjana, les dones que es van administrar testosterona exògena van mostrar major preferència per judicis utilitaris per sobre dels deontològics. Aquest efecte es va invertir, però, en dones la longitud del radi dels dits de les proporcions de les quals van ser consistents amb una alta exposició a la testosterona prenatal. Les mostres d'activistes feministes a Suècia i Àustria van mostrar proporcions numèriques relativament masculines en comparació amb la mitjana per a les dones.

## La hipermasculinitat i l'emoció
Si bé la identificació popular de trets hipermasculins tendeix a girar al voltant dels aspectes físics externs com la violència, el perill i l'agressió sexual, es tenen molt menys en compte les característiques emotives que defineixen aquests homes considerats "hipermascle". Dins de les actituds hipermascle també s'inclouen l'autocontrol emocional com un signe de resistència. Per ser endurit emocionalment o indiferent, sobretot cap a les dones, és el que Thomas Scheff anomena "caràcter" -. Compostura i impassibilitat en moments de gran tensió o emoció. D'aquesta estoïcisme hipermascle, Scheff assenyala, "són els homes masculins que tenen "caràcter". Un home amb caràcter, que està sota estrès no plorarà i potser ploriquejarà com una dona o un nen." 
L'autoimposat monitoratge emocional pels homes també afecta en gran manera les condicions en què es comuniquen amb les dones. Ben-Zeev, Scharnetzki, Chang i Dennehy (2012) van escriure en un estudi recent que demostra que molts homes eviten deliberadament comportaments i actituds com ara la compassió i l'expressió emocional, doncs consideren aquests trets femenins i per això els rebutgen per complet. Scheff afegeix: "El patró hipermascle condueix a la competència, en lloc de la connexió entre les persones". En el context de la comunicació íntima o emocional (especialment la confrontació) amb les dones, el masculí sovint es retira emocionalment, negant-se a participar en el que es denomina comunicació afectiva (Scheff). En un estudi similar sobre els comportaments de comunicació afectiva, contrast de gènere - la negació deliberada o inconscient per un sexe dels comportaments de l'altre - fou molt més evident en els homes joves utilitzats com a subjectes de prova que en les noies.
Aquesta insistència en la indiferència emocional que es manifesta en les definicions físiques de la hipermasculinitat és discutit per Scheff: "la repressió de l'amor i les emocions vulnerables (dolor, por i vergonya, aquests últims com a sentiments de rebuig o desconnexió) condueix al silenci o a l'abstinència, per una banda, o i de l'altre, a deixar-se portar per la ira (hostilitat flagrant). La serenitat i l'estabilitat de l'hipermasculinitat sembla una recepta per al silenci i la violència".

## En mitjans de comunicació visual
Ben-Zeev, Scharnetzki, Chang i Dennehy senyalen que les imatges en els mitjans de comunicació són el factor més important que afecta el comportament d'hipermasculinitat: després de tot, els mitjans de comunicació no només reflecteixen normes culturals, sinó que també poden i transformen la realitat social. Això es basa en el fet que els elements físics i emocionals de la conducta hipermascle es manifesten regularment en la publicitat, cinema de Hollywood, i fins i tot en els videojocs a través de molta imatgeria: homes musculosos vencent a dones en anuncis, actors que representen a personatges masculins que no s'emocionen, i un sens fi de videojocs on la seva història es basa estrictament en la violència. La disponibilitat constant i la utilització d'aquestes imatges dia a dia ha ajudat a crear un camí pels homes i dones cap a la construcció d'un sistema de recreació (conscient o inconscientment) dels valors que perpetuen (Ben-Zeev i els seus col·laboradors).
Brian Krans descriu els resultats d'un estudi, on es va analitzar si la publicitat en les revistes d'homes atreien a la hipermasculinitat: l'equip va trobar que almenys una variable d'hipermasculinitat apareixia en el 56% dels 527 anuncis analitzats. Algunes revistes incloïen missatges hipermasculins ni més ni menys que un 90% dels cops. Krans informa que els investigadors estaven preocupats que aquest tipus d'anuncis, els quals estan destinats a un públic maculí jove, juguin un paper molt important en la formació d'actitud d'aquests joves.
En la indústria del joc, la hipermasculinitat s'experimenta principalment a través de les situacions fantàstiques, sovint violents, que es presenten en el joc i també pel disseny dels caràcters dels personatges: sovint fornits, audaços, plens de valentia i generalment armats. L'elecció dels personatges i les accions femenines dins dels jocs deixa a les dones amb poques opcions realistes, no sexualitzades, mentre que personatges femenins com Lara Croft, no són més que il·lusions de dones apoderades, i en el seu lloc només serveixen per satisfer la vista dels homes.
Estils hipermascle en la cultura gai masculina són prominents en grups de discoteca gai de la dècada de 1970, com Village People, i es reflecteixen en la subcultura gai BDSM representat en la pel·lícula Cruising (1980). El terme " hipermascle " també caracteritza un estil d'art eròtic en què els músculs i el penis/testicles de figura masculina són retratats irrealment gran i prominent. Artistes gais que exploten tipus hipermasculins inclouen a Tom de Finlàndia i Gengoroh Tagame.

## Efecte en les dones
La influència dels mitjans de comunicació en la creació dels comportaments de gènere funciona en gran manera les dones. De la mateixa manera que els consumidors masculins tracten d'ajustar a les característiques físiques i emocionals predicades pels estereotips en els mitjans de comunicació visual, també ho fan les dones, les quals tendeixen a caure en el parany d'ajustar-se a les normes socials imaginades. Només els mitjans de comunicació les encoratja per complir les funcions de dones submises i servils representats en els anuncis i comercials; en altres paraules, el sistema obliga les dones a assumir el seu paper en la violència i la crueltat sexual dels homes. "Els anuncis que representen homes violents (en particular cap a les dones) és preocupant, perquè les representacions de gènere en els anuncis fan més que vendre productes. També perpetuen els estereotips i les presents normes de comportament per als homes i les dones."
Scheff ha observat una altra manera estranya en la qual la perpetuació dels rols de gènere ha assumit un patró cíclic: la por a la victimització física a les dones ha crescut a un nivell tal que moltes dones realment busquen la protecció dels homes que mostren trets hipermasculins. D'aquesta manera, les dones estan a favor d'una conducta hipermascle, per por dels altres (2006).

## Efecte en la raça
En el seu llibre de 2002 Soul Babies Mark Anthony Neal afirma que la masculinitat negre es va convertir en sinònim d'una identitat unificada negre durant el moviment de drets civils. Neal afirma que la hipermasculinitat traduïda com a la violència dins de la comunitat negre és per protegir-se de la violència dirigida a la comunitat negre per part dels americans blancs. Els gais negres i les dones de vegades es van censurar en un esforç per combinar la identitat negre amb la masculinitat. Huey P. Newton, en un esforç per millorar les relacions, va escriure un assaig per proposar una aliança més forta entre les organitzacions polítiques negres, les dones i els membres homosexuals de la seva comunitat. En ell, va admetre que aquesta popularitat d' hipermasculinitat condueix a un tendència per la violència i el silenci de dones i homes gais, que no permetia que aquests membres marginats es convertissin en una part de la identitat negre.
En llibres com Platitudes de Trey Ellis i The Brief and Wondrous Life of Oscar Wao de Junot Díaz, veiem els efectes continuats de la comunitat negre per complir amb un cert nivell de hipermasculinitat, com per exemple posar a la comunitat per forces externes. Earle i Oscar són representacions del New Black Aesthetic (encara segueixen sent hipersexualitzats i masculinitzats). L'estètica post-soul de Neal insta a una identitat negre que no fomenta a una major marginació dels membres ja oprimits de la comunitat negre, i se separa de la naturalesa divisiva que aquesta hipermasculinitat cultural ha provocat.